# Rachael Heyhoe Flint Trophy 2024
Der Rachael Heyhoe Flint Trophy 2024 war die fünfte Austragung des nationalen List-A-Cricket-Wettbewerbes für Frauen in England. Der Wettbewerb fand zwischen dem 20. April und 21. September 2024 zwischen den acht englischen Mannschaften statt, die die 18 First-Class-Countys vertraten. Im Finale konnten sich die Sunrisers mit 27 Runs (DLS) gegen den South East Stars durchsetzen. Dadurch haben die Stars ihre zweite Finale in diesem Saison verloren, nachdem sie auch in der Charlotte Edwards Cup 2024 scheiterten.

## Format
Die acht Mannschaften spielten in einer Gruppe zweimal gegen jede andere Mannschaft. Für einen Sieg gab es vier Punkte, für ein Unentschieden oder No Result zwei und für eine Niederlage keinen Punkt. Ein Bonuspunkt wurde vergeben, wenn bei einem Sieg die eigene Runzahl die des Gegners um das 1,25-fache überstieg, ein weiterer, wenn sie sogar mehr als das Doppelte des Gegners betrug. Des Weiteren war es möglich, dass Mannschaften Punkte abgezogen bekamen, wenn sie beispielsweise zu langsam spielten. Die vier Erstplatzierten der Gruppe qualifizierten sich für die Halbfinale. Die beide Sieger bestimmten den Sieger im Finale.

## Vorrunde
Tabelle
| Teams              | Sp. | S | N  | U | R | NR | BP | Ded | Punkte | NRR    |
| ------------------ | --- | - | -- | - | - | -- | -- | --- | ------ | ------ |
| Northern Diamonds  | 14  | 9 | 4  | 0 | 0 | 1  | 0  | 3   | 35     | +0.097 |
| South East Stars   | 14  | 9 | 5  | 0 | 0 | 0  | 0  | 4   | 32     | +0.246 |
| Southern Vipers    | 14  | 7 | 6  | 0 | 0 | 1  | 0  | 4   | 26     | +0.534 |
| Sunrisers          | 14  | 7 | 6  | 0 | 0 | 1  | 0  | 4   | 26     | –0.122 |
| The Blaze          | 14  | 7 | 6  | 0 | 0 | 1  | 0  | 1   | 29     | –0.176 |
| North West Thunder | 14  | 5 | 8  | 0 | 0 | 1  | 0  | 3   | 19     | –0.013 |
| Central Sparks     | 14  | 5 | 8  | 0 | 0 | 1  | 0  | 3   | 19     | –0.299 |
| Western Storm      | 14  | 4 | 10 | 0 | 0 | 0  | 0  | 2   | 14     | –0.211 |

## Endrunde

### Halbfinale
| 14. September Scorecard | Leeds | Northern Diamonds 232-8 (50)    | – | Sunrisers 234-3 (43.4) |
|                         |       | Sunrisers gewinnt mit 7 Wickets |   |                        |

| 14. September Scorecard | Beckenham | Southern Vipers 220-9 (50)             | – | South East Stars 221-7 (48.5) |
|                         |           | South East Stars gewinnt mit 3 Wickets |   |                               |

### Finale
| 21. September Scorecard | Leicester | South East Stars 212 (46.2)                | – | Sunrisers 121-3 (25) |
|                         |           | Sunrisers gewinnt mit 27 Runs (D/L method) |   |                      |